# هادلي ريتشاردسون
هادلي ريتشاردسون (بالإنجليزية: Hadley Richardson)‏ هي كاتِبة أمريكية، ولدت في 9 نوفمبر 1891 في سانت لويس في الولايات المتحدة، وتوفيت في 22 يناير 1979 في ليكلاند في الولايات المتحدة.